# 交響曲第8番 (モーツァルト)
交響曲第8番 ニ長調 K. 48 は、ヴォルフガング・アマデウス・モーツァルトが作曲した交響曲である。

## 概要
1768年の12月13日にウィーンで作曲され、同地で完成された。12月の中頃にモーツァルト一家は年末にウィーンを出発して、翌年の1769年の1月5日にはザルツブルクに帰り着いていることから、帰る直前に作曲されたと推測される。しかし、この時期に新しい交響曲を必要とする大きな演奏会が開かれたかどうかは不明である。これに先立つ10月から11月にかけて、モーツァルトはトランペット協奏曲（楽譜は紛失）を作曲していることから、実際に演奏会が行われたといわれているが、確証がない。

## 楽器編成
- 管楽器：オーボエ2、ホルン2、トランペット2
- 打楽器：ティンパニ
- 弦楽器：第1ヴァイオリン、第2ヴァイオリン、ヴィオラ、チェロ、コントラバス

第7番ニ長調 K. 45と同様、トランペットとティンパニを用いており、曲想も堂々としている。

## 構成
4楽章の構成で、演奏時間は約15分。
- 第1楽章 アレグロ
ニ長調、4分の3拍子、ソナタ形式。

第1楽章は大胆な下降音のテーマで開始される。
- 第2楽章 アンダンテ
ト長調、4分の2拍子、二部形式。
- 第3楽章 メヌエット - トリオ
ニ長調 - ト長調、4分の3拍子、複合三部形式。
- 第4楽章 (モルト・アレグロ)
ニ長調、8分の12拍子、ソナタ形式。
草稿の第4楽章には速度記号がないが、アレグロ・モルトまたはプレストと解される。